# Valj Semerenko
Valentyna Semerenko (ukrainska: Валенти́на Олекса́ндрівна Семере́нко, Valentyna Oleksandrivna Semerenko), född den 18 januari 1986 i Sumy, Ukrainska SSR, Sovjetunionen, är en ukrainsk skidskytt. Hon är mer känd som Valj Semerenko då hon på grund av ett misstag står under det namnet i alla officiella resultatlistor. Hennes smeknamn är egentligen Valja. Hon är tvillingsyster till Vita Semerenko.
Semerenko deltog vid Olympiska vinterspelen 2006 där hon blev 46:a i distanstävlingen. Vid VM är hennes bästa placering individuellt en guldmedalj från masstarten vid VM 2015. Som en del av Ukrainas stafettlag blev hon silvermedaljör vid VM 2008 samt guldmedaljör vid Olympiska vinterspelen 2014.
Semerenko kom tvåa i skidskyttetävlingen World Team Challenge 2011 tillsammans med Serhij Sednev.
Semerenkos bästa resultat i världscupen är en andraplats: jaktstarten i Östersund i Sverige den 7 december 2014. Hon startade säsongen 14/15 med fyra pallplaceringar fram till juluppehållet den 21 december. Hon låg tvåa i den totala världscupen efter Kaisa Mäkäräinen.
Semerenko vann World Team Challenge 2014 tillsammans med Serhij Semenov.